# Санболинское сельское поселение
Санболи́нское се́льское поселе́ние — муниципальное образование в Амурском районе Хабаровского края России.
Административный центр — село Санболи.

## Население
| 2010  | 2011  | 2012  | 2013  | 2014  | 2015  | 2016  |
| ----- | ----- | ----- | ----- | ----- | ----- | ----- |
| 1209  | ↘1201 | ↘1148 | ↘1131 | ↘1092 | ↘1059 | ↘1039 |
| 2017  | 2018  | 2019  | 2020  | 2021  |       |       |
| ↘1009 | ↘973  | ↘947  | ↗950  | ↘929  |       |       |

## Населённые пункты
В состав поселения входят 4 населённых пункта:
| № | Населённый пункт | Тип             | Население |
| - | ---------------- | --------------- | --------- |
| 1 | Нусхи            | посёлок станции | ↘2        |
| 2 | Санболи          | посёлок         | ↘854      |
| 3 | Сельгон          | посёлок станции | ↘71       |
| 4 | 147 км           | посёлок станции | ↘2        |

Разъезд 12 км упразднён постановлением Хабаровской краевой Думы Хабаровского края от 26.04.1997 № 98.

## История
28 октября 1971 года был образован Санболинский сельский совет в составе Амурского района путём выделения из Литовского поселкового совета.
В 1992 году Санболинский сельский совет был преобразован в Санболинскую сельскую администрацию, а в 2004 году в Санболинское сельское поселение.